# Vinodolska Općina
Vinodolska Općina (známá též pod názvy Vinodolska općina nebo Vinodol, italsky Valdivino) je opčina v Chorvatsku v Přímořsko-gorskokotarské župě. Nachází se na úpatí pohoří Velika Kapela v blízkosti měst Crikvenica, Kraljevica a Novi Vinodolski. V roce 2011 zde trvale žilo celkem 3 577 obyvatel, z toho 1 695 ve vesnici Bribir, která je správním střediskem opčiny.
Opčina se od roku 2001 dělí na čtyři samostatná sídla. Dříve bylo součástí opčiny dalších 58 sídel, která se v roce 2001 sloučila do čtyřech.
- Bribir – 1 695 obyvatel; zahrnuje bývalá sídla Dragaljin, Gradac, Jargovo, Kičeri, Kosavin, Kričina, Podgori, Podskoči, Podugrinac, Poduljin, Sveti Mikula, Sveti Vid, Štare a Ugrini
- Drivenik – 308 obyvatel; zahrnuje bývalá sídla Bačići, Benići Drivenički, Benkovići, Cerovići, Čandrli, Domjani, Drivenik-stanica, Goričine, Jerčinovići, Klarići, Kokanj, Petrinovići, Plišići, Šimići a Zagrad Drivenički
- Grižane-Belgrad – 953 obyvatel; zahrnuje bývalá sídla Antovo, Barci, Baretići, Bašunje Vele, Belgrad, Blaškovići, Dolinci, Franovići, Grižane, Kamenjak, Kostelj, Marušići, Mavrići, Miroši, Saftići a Šarari
- Tribalj – 621 obyvatel; zahrnuje bývalá sídla Bašunje Male, Belobrajdići, Blažići, Janjevalj, Pećca, Podsopalj Belgradski, Ričina, Ropci, Semičevići, Sušik a Tribalj Gornji

Opčinou procházejí župní silnice Ž5062, Ž5064 a Ž5089. Protéká zde řeka Dubravčina a nachází se zde Tribaljské jezero.